# Vzhodna asirska cerkev
Vzhodna asirska cerkev (s polnim naslovom Sveta katoliška apostolska vzhodna asirska cerkev, sirsko:  ܥܕܬܐ ܩܕܝܫܬܐ ܘܫܠܝܚܝܬܐ ܩܬܘܠܝܩܝ ܕܡܕܢܚܐ ܕܐܬܘܪ̈ܝܐ) je Krščanska cerkev, ki ima okoli 400 000 vernikov in deluje zlasti na območju Sirije, Iraka in Irana. Po izročilu je Asirsko cerkev ustanovil apostol Tomaž, za pomembna oznanjevalca krščanstva v teh krajih pa štejejo tudi svetega Adaja (to je domnevno apostol Juda Tadej) in njegovega učenca Marija. Voditelj Vzhodne asirske cerkve je danes katolikos (patriarh) Mar Dinkha IV.
Včasih to Cerkev imenujejo tudi Asirska pravoslavna cerkev, vendar je ne smemo uvrščati niti med vzhodne pravoslavne cerkve niti med orientalske pravoslavne cerkve, saj se od obeh skupin loči po nauku in tradiciji. Oznako pravoslavna lahko sprejmemo samo v najširšem pomenu besede pravoslavje.

## Nastanek Asirske cerkve
Asirska cerkev se je ločila od ostalih krščanskih cerkva ob sporu, ki ga je povzročil Nestor na Efeškem koncilu leta 431. Po koncilu je Perzijski dvor leta 462 nudil zaščito Nestorjevim privžencem, leta 484 pa je cerkev v Perziji, ki se je pozneje razvila v Asirsko cerkev, sprejela nestorianizem kot uradni nauk (v glavnem zaradi nasprotovanja Bizancu). Asirsko cerkev zato imenujemo tudi Nestorijanska cerkev, vendar naziv ni popolnoma pravilen, saj se je Asirska cerkev do današnjega dne že nekoliko odmaknila od izvirnega Nestorjevega nauka.
Bistvo Nestorjevega nauka je trditev, da Devica Marija ni Božja Mati, pač pa samo Kristusova mati. Nestor je namreč trdil, da sta v Jezusu dve osebnosti: Jezus Bog in Jezus Človek; Marija je samo mati Jezusa Človeka ne pa mati Jezusa Boga (Bog ni rojeno bitje in nima matere).
V 7. stoletju je Asirsko cerkev prizadela ponovna vojna med Perzijo in Bizancem. Takrat so številne asirske škofije prišle v roke monofizitov. Takratni vodja Asirske cerkve Babaj Veliki je monofizitizem ostro zavračal in izoblikoval kristološki nauk, ki velja v Asirski cerkvi še zdaj: Jezus ima eno osebnost, v kateri pa sta dve združeni a nepomešani biti oziroma naravi. S tem se je nauk Asirske cerkve precej približal nauku večine ostalih krščanskih cerkva, ostala pa so politična nasprotja, zaradi česar je Asirska cerkev ostala nepriznana s strani ostalih cerkva.

## Širjenje Asirske cerkve
Asirska cerkev je bila zelo misijonsko aktivna. Njeni misijonarji so že kmalu prišli do Indije in postali znani kot "kristjani svetega Tomaža". Do 16. stoletja je prišlo v Indijo veliko asirskih škofov, potem pa so se po Indiji razširili portugalski misijonarji, ki so priznavali samo katoliške škofe – tj. pripadnike Rimskokatoliške cerkve ali pa pripadnike takrat ustanovljene Kaldejske katoliške cerkve, ki je v polnem občestvu z Rimom. Takrat je tam delovala tudi Sirska pravoslavna cerkev, ki jo uvrščamo med predkalcedonske cerkve – zanjo so se odločali zlasti kristjani, ki niso želeli biti povezani z Rimom. V 19. stoletju so kristjani v Trisurju želeli dobiti škofa s strani Sirske pravoslavne cerkve, ker pa to ni uspelo, so prosili za pomoč Asirsko cerkev. Ta jim je ustregla in ustanovili so Kaldejsko sirsko cerkev, ki šteje za del Asirske cerkve (in je nikakor ne smemo zamenjati s  katoliško cerkvijo).
Asirski misijonarji so dosegli tudi Kitajsko (leta 635) in Mongolijo, vendar je pozneje Tang Wu Zong prepovedal vse nekitajske vere.

## V15.stoletju
V 15. stoletju so odločili, da lahko dobijo naziv patriarha samo pripadniki rodbine takratnega patriarha Mar Šimuna IV. To je kmalu povzročilo notranji razkol in leta 1552 so nasprotniki izvolili drugega patriarha. To je bil Mar Johanan Soulaka VIII., ki je poiskal zavezništvo v Rimu in vstopil v polno občestvo z Rimskokatoliško cerkvijo. Razkol je trajal do leta 1662, ko je njegov naslednik Mar Šimun XIII. Denha prekinil stike z Rimom in se spet zbližal z ostalo Asirsko cerkvijo. Vatikan se je odzval na to dejanje tako, da je postavil na njegovo mesto novega patriarha in ustanovil Kaldejsko katoliško cerkev.

## V20.stoletju
Med prvo svetovno vojno in po njej so začeli na bližnjem vzhodu Asirsko cerkev preganjati (zaradi sodelovanja z Britanci). Patriarh se je leta 1933 preselil na Ciper, pozneje pa v Chicago in San Francisco, ZDA. Danes je sedež Asirske cerkve v Chicagu.
Leta 1964 je prišlo v Asirski cerkvi do novega razkola – od nje se je odcepila Stara vzhodna cerkev (ali Stara apostolska in katoliška vzhodna cerkev) s sedežem v Bagdadu.
Asirski patriarh Mar Dinkha IV. se je leta 1994 sestal s papežem Janezom Pavlom II. in podpisal skupno izjavo. Posledica je tudi izboljšanje odnosov med Asirsko in Kaldejsko katoliško cerkvijo (Kaldejske katoliške cerkve niso tako preganjali in je danes najštevilčnejša nemuslimanska verska skupnost v Iraku).

## Obredi in verovanje
Najobičajnejše bogoslužje v Asirski cerkvi je Liturgija Adaja in Marija. Ta liturgija ne vsebuje besed, ki jih je Jezus izrekel pri zadnji večerji: "To je moje telo ..., to je moja kri ...," zato ji del drugih kristjanov ne priznava veljavnosti. Kljub temu je leta 2001 Vatikan razglasil, da je ta liturgija veljavna in da lahko katoliki v Iraku prejmejo obhajilo v Asirski cerkvi (če ne morejo priti do Katoliške cerkve). Sklep je oblikoval kardinal Ratzinger (poznejši papež Benedikt XVI.), potrdil pa ga je papež Janez Pavel II.
Asirska cerkev pozna sedem zakramentov, ki pa niso popolnoma enaki zakramentom ostalih krščanskih cerkva.